# Associazione Calcio Savoia 1914-1915
Questa pagina raccoglie le informazioni riguardanti lo Associazione Calcio Savoia  nelle competizioni ufficiali della stagione 1914-1915.
Il club è in difficoltà finanziarie e non riesce a sostenere le spese per l'organizzazione e la gestione della nuova stagione sportiva. Riesce per correttezza nei confronti delle altre squadre a dare forfait definitivo alla F.I.G.C. la quale, secondo il regolamento dell'epoca avendo già compilato il calendario, è costretta a classificarla dandole perse tutte le partite 0-2 a tavolino.
Tutti i giocatori sono lasciati liberi di tesserarsi per altre società sportive e una consistente parte va a costituire la neonata "Sport Iris Milan" di Milano.

## Organigramma societario
Area direttiva
- Sede: Birreria Banca d'Italia, Via Moneta 1 - Milano.
- Campo: Via Portello, Garage Alfa.

## Rosa
| N. |                        | Ruolo | Calciatore         |
| -- | ---------------------- | ----- | ------------------ |
|    | Italia (bandiera)      | A     | Cesare Balbo (II)  |
|    | Italia (bandiera)      | A     | Balbo (I)          |
|    | Italia (bandiera)      | A     | Renzo Beretta      |
|    | Italia (bandiera)      | A     | Domenico Garimoldi |
|    | Italia (bandiera)      | A     | Girola             |
|    | Italia (bandiera)      | D     | Antorige Maggi     |
|    | Italia (bandiera)      | P     | Domenico Moda (II) |
|    | Inghilterra (bandiera) | C     | Portman            |

| N. |                   | Ruolo | Calciatore       |
| -- | ----------------- | ----- | ---------------- |
|    | Italia (bandiera) | D     | Luciano Prada    |
|    | Italia (bandiera) | D     | Scorta           |
|    | Italia (bandiera) | A     | Scotti           |
|    | Italia (bandiera) | C     | Carlo Sfondrini  |
|    | Italia (bandiera) | C     | Arturo Tremolada |
|    | Italia (bandiera) | A     | Osvaldo Villa    |
|    | Italia (bandiera) | P     | Zanardi          |